# عبيد الله بن عدي
عبيد الله بن عدي بن الخيار بن عدي بن نوفل بن عبد مناف بن قصي القرشي النوفلي المدني اختلف في كونه صحابي أم تابعي. من فقهاء قريش وعلمائهم. أحد رواة الحديث النبوي وإن كان مُقِلًا.
ولد في حياة النبي محمد، قال الذهبي: فعلى هذا يكون عبيد الله قد رأى النبي صلى الله عليه وسلم. كان أبوه من الطلقاء وقد قُتل في غزوة بدر. ما ذكره في الصحابة أحد سوى ابن سعد. حدث عبيد الله عن: عمر بن الخطاب، وعثمان بن عفان، وعلي بن أبي طالب، وكعب بن أبي، وطائفة. حدث عنه: عروة بن الزبير، وحميد بن عبد الرحمن، وعطاء بن يزيد الليثي، ومعمر بن أبي حبيبة.
قال عطاء بن يزيد: «كان عبيد الله بن عدي من فقهاء قريش وعلمائهم». قال ابن سعد في الطبقة الأولى من أهل المدينة: «عبيد الله بن عدي الأكبر بن الخيارن وأمه أم قتال بنت أسيد بن أبي العيص الأموية». قال أحمد بن عبد الله العجلي:«مدني تابعي ثقة من كبار التابعين». قال ابن حبان: «ذكره في كتاب الثقات». قال ابن حجر في التقريب: «قتل أبوه ببدر وكان هو في الفتح مميزا فعد في الصحابة لذلك وعده العجلي وغيره في ثقات كبار التابعين».

## وفاته
مات في خلافة الوليد بن عبد الملك.